# Somerset (Texas)
Pour les articles homonymes, voir Somerset.
Somerset est une ville située au sud du comté de Bexar et de la ville de San Antonio, au Texas, aux États-Unis,.

## Démographie
Lors du recensement de 2010, la ville comptait une population de 1 631 habitants. Elle est estimée, le 1er juillet 2019, à 1 776 habitants.

### Source de la traduction
- (en) Cet article est partiellement ou en totalité issu de l’article de Wikipédia en anglais intitulé « Somerset, Texas » (voir la liste des auteurs).